# حمام گلشن (نیشابور)
حمام گلشن نیشابور مربوط به دوره صفوی است و در نیشابور، جنب میدان محلوج فروشان واقع شده و این اثر در تاریخ ۲۲ مرداد ۱۳۸۴ با شمارهٔ ثبت ۱۳۱۶۱ به‌عنوان یکی از آثار ملی ایران به ثبت رسیده‌است. در حال حاضر مالک آن رجبعلی خداداد شرق می‌باشد.